# Thomas Madden
Thomas F. Madden (1960) es profesor de historia y director del Centro de Estudios Medievales y Renacentistas en la Universidad de Saint Louis. 

## Datos de su carrera
Como autor y experto en medios ha aparecido en The New York Times, Washington Post, Wall Street Journal, USA Today, The History Channel, y la National Public Radio.
Sus libros incluyen el best-seller New Concise History of the Crusades (2005), el premiado Enrico Dandolo and the Rise of Venice (2003), y Empires of Trust (2008). También escribió extensamente sobre el Mediterráneo Antiguo y Medieval y la historia del Cristianismo y el islam.
Algunos premios en su haber son el premio Otto Grundler en 2005 entregado por el Instituto Medieval de la Western Michigan University, y la Haskins Medal de 2007, entregado por la Medieval Academy of America (Academia Medieval de América).
El Dr. Madden trabajó ocho años como Chair del Departamento de Historia en la Universidad de Saint Louis. Recibió su B. A. de la Universidad de Nuevo México y su M. A. y Ph. D. de la Universidad de Illinois con especialidades en Investigación en Europa medieval, Antigua Roma, e historia Islámica.
Continúa escribiendo sobre una amplia variedad de temas históricos.